# Raymond Moody
Raymond Moody (Porterdale, 30 de Junho de 1944) é um psiquiatra, psicólogo, parapsicólogo e filósofo natural de Porterdale, Geórgia, Estados Unidos. É amplamente conhecido como autor de livros sobre vida depois da morte e experiências de quase-morte, um termo criado pelo próprio em 1975. O seu título mais vendido é Vida Depois da Vida.

## Estudos
Moody estudou filosofia na Universidade da Virgínia, onde obteve bacharelato em artes em 1961, mestrado em 1967 e posterior doutoramento em filosofia em 1969. Obteve também doutoramento em psicologia na Universidade da Georgia Ocidental onde se tornou professor nessa área.
Em 1976, foi premiado com um doutoramento em medicina pela Faculdade de Medicina da Geórgia. Em 1998, foi nomeado Mestre em Estudos da Consciência na Universidade de Nevada, Las Vegas. Após a obtenção do seu doutoramento, Moody trabalhou como psiquiatra forense num hospital de máxima segurança do estado da Geórgia.
Casado de terceiras núpcias, vive com a sua esposa Cheryl e um filho adoptivo, de nome Carter em Las Vegas, Nevada

## Obra
O livro mais famoso de Moody deu origem ao filme homónimo Vida Depois da Vida, o qual lhe valeu uma medalha de bronze na categoria Relações Humanas no Festival de cinema de Nova Iorque. Recebeu também o prémio World Humanitarian Award.

## Pesquisa
O Teatro Memorial da Mente Dr. John Dee é um instituto de pesquisa sediado em Alabama, fundado pelo Dr. Raymond Moody, descrito como sendo um local onde é possível experimentar um estado alterado de consciência, com a intenção de invocar aparições de mortos. Um dos métodos utilizados para obter este estado, foi designado de cristalomancia ou olhar ao espelho.
Moody também pesquisou sobre regressão a vidas passadas e acredita que ele próprio já teve nove reencarnações.
A partir do estudo descrito no livro Vida Depois da Vida, e com o auxílio dos depoimentos de cerca de 150 pessoas que sofreram de morte clínica, ou aos quais havia sido diagnosticado que tinham quase morrido, Moody concluiu que existiam nove experiências comuns à maioria das pessoas que passaram pela experiência de quase-morte, tais como:
1. ouvir um zumbido nos ouvidos;
2. um sentimento de paz e ausência de dor;
3. ter uma experiência fora do corpo;
4. sentir-se a viajar dentro de um túnel;
5. sentir-se a subir pelos céus;
6. ver pessoas, principalmente familiares já falecidos;
7. encontrar seres espirituais, por vezes identificados como sendo Deus;
8. ver uma revisão da própria vida;
9. sentir uma enorme relutância em voltar à vida.